# Pocé-sur-Cisse

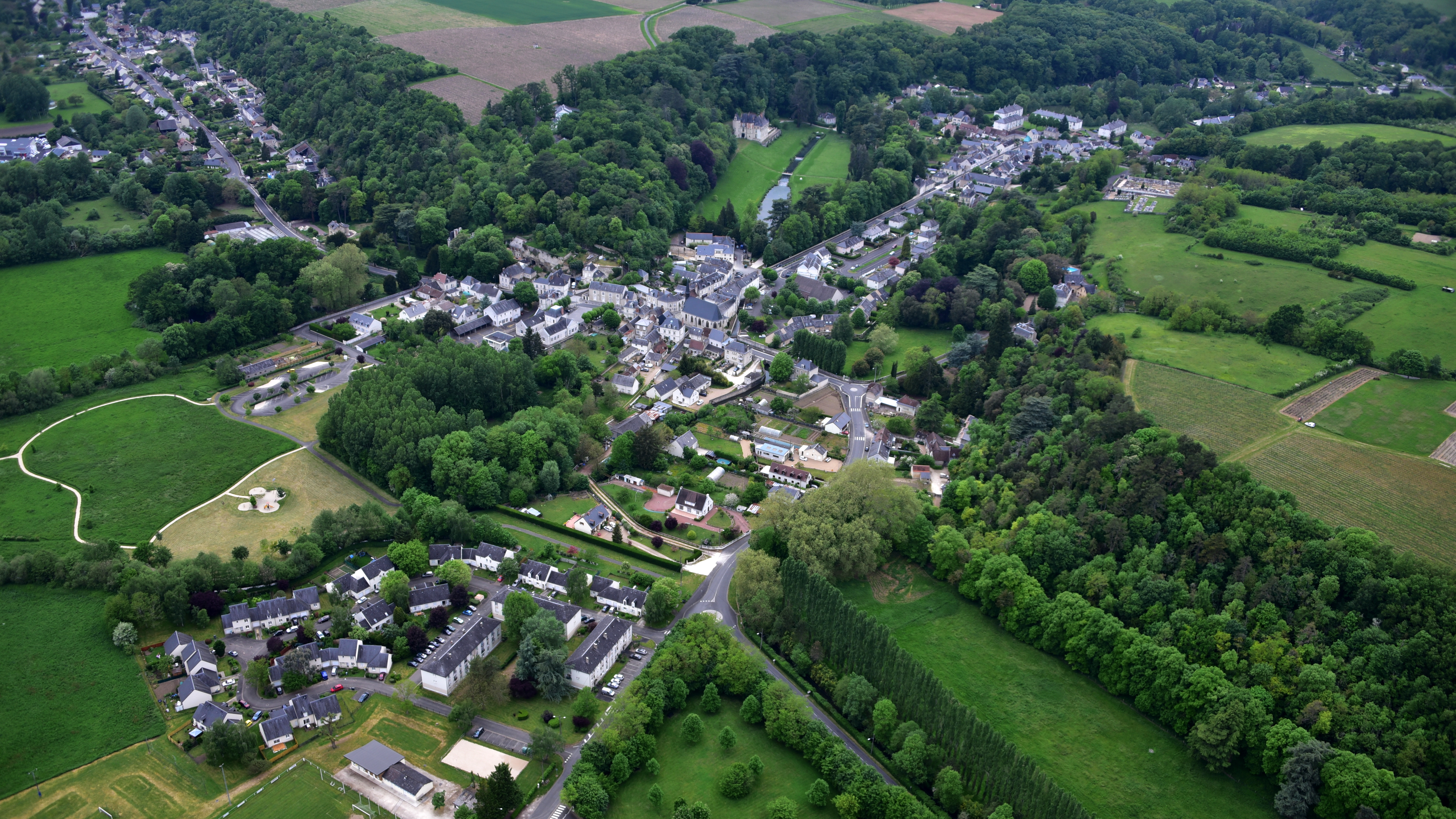
Pocé-sur-Cisse, Luftaufnahme (2016)

Pocé-sur-Cisse ist eine französische Gemeinde mit 1.760 Einwohnern (Stand: 1. Januar 2022) im Département Indre-et-Loire, in der Région Centre-Val de Loire. Sie gehört zum Arrondissement Loches und zum Kanton Amboise. Ihre Einwohner nennen sich die Pocéen(ne)s. Die Gemeinde ist Mitglied des Gemeindeverbandes Communauté de communes du Val d’Amboise.

## Geographie
Pocé-sur-Cisse liegt etwa 25 Kilometer östlich von Tours an der Loire und an der Cisse. Die Gemeinde gehört zum Weinbaugebiet Touraine-Amboise. Die Nachbargemeinden von Pocé-sur-Cisse sind Saint-Ouen-les-Vignes im Norden, Limeray im Osten und Nordosten, Chargé im Osten und Südosten, Amboise im Süden, Nazelles-Négron im Westen sowie Montreuil-en-Touraine im Nordwesten.

## Einwohnerentwicklung
| Jahr                      | 1962 | 1968 | 1975 | 1982 | 1990 | 1999 | 2006 | 2012 |
| Einwohner                 | 918  | 1070 | 1153 | 1222 | 1493 | 1580 | 1530 | 1627 |
| Quelle: Cassini und INSEE |      |      |      |      |      |      |      |      |

## Sehenswürdigkeiten
- Kirche Saint-Adrien
- Die Châtellenie mit Park und Promenade
- Schloss Fourchette, Herrenhaus aus dem 18. Jahrhundert (seit 1980 Eigentum von Mick Jagger)

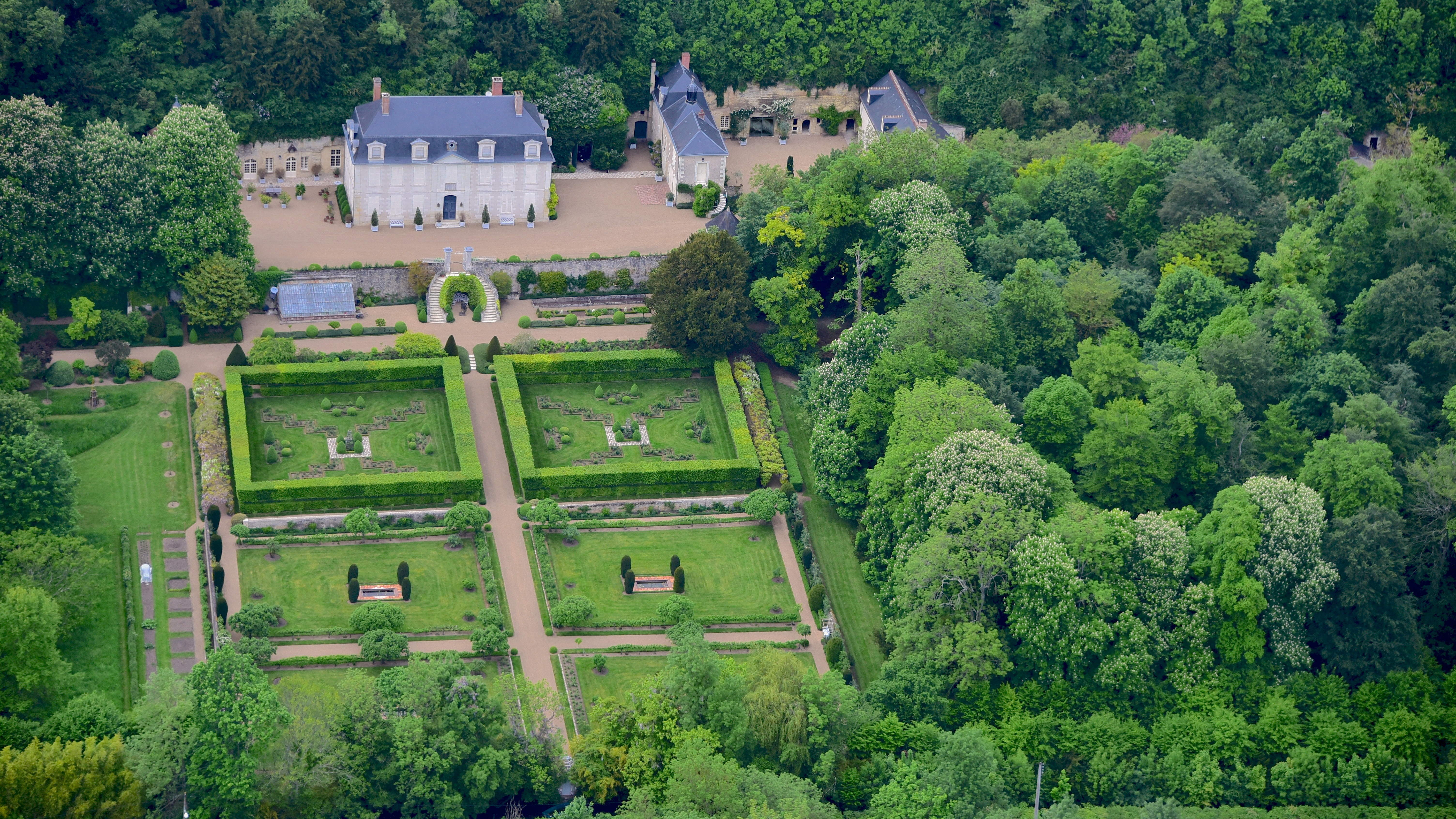
Château de Fourchette, Luftaufnahme (2016)

- Schloss La Roche
- Schloss Bellecour
- Schloss Launay
- Taubenturm (Monument historique)

## Gemeindepartnerschaften
Seit 1998/2000 ist die Gemeinde durch eine Gemeindepartnerschaft verbunden mit der italienischen Gemeinde Grandate in der Provinz Como (Lombardei).

## Persönlichkeiten
- Jean Charles Pinheira (* 1932), Fotograf